# Bem Viver
Bem Viver é uma freguesia portuguesa do município de Marco de Canaveses, com 9,59 km² de área e 3542 habitantes (censo de 2021). A sua densidade populacional é 369,3 hab./km².

## História
Foi criada aquando da reorganização administrativa de 2013, resultando da agregação das antigas freguesias de Ariz, Favões e Magrelos. O nome da nova freguesia recupera, sob grafia ligeiramente diferente, a designação de um município extinto em 1852, denominado Benviver. 

## Demografia
A população registada nos censos foi:
| Distribuição da População por Grupos Etários | Distribuição da População por Grupos Etários | Distribuição da População por Grupos Etários | Distribuição da População por Grupos Etários | Distribuição da População por Grupos Etários | Distribuição da População por Grupos Etários |
| -------------------------------------------- | -------------------------------------------- | -------------------------------------------- | -------------------------------------------- | -------------------------------------------- | -------------------------------------------- |
| Antes da agregação                           |                                              |                                              |                                              |                                              |                                              |
| Ano                                          | 0-14 anos                                    | 15-24 anos                                   | 25-64 anos                                   | >= 65 anos                                   | Total                                        |
| 2001                                         | 861                                          | 563                                          | 1959                                         | 469                                          | 3852                                         |
| 2011                                         | 703                                          | 573                                          | 2092                                         | 509                                          | 3877                                         |
| Após a agregação                             |                                              |                                              |                                              |                                              |                                              |
| Ano                                          | 0-14 anos                                    | 15-24 anos                                   | 25-64 anos                                   | >= 65 anos                                   | Total                                        |
| 2021                                         | 472                                          | 478                                          | 1976                                         | 616                                          | 3542                                         |